# Macrotes netricaria
Macrotes netricaria là một loài bướm đêm trong họ Geometridae.